# سانت توماس (جزر العذراء الأمريكية)

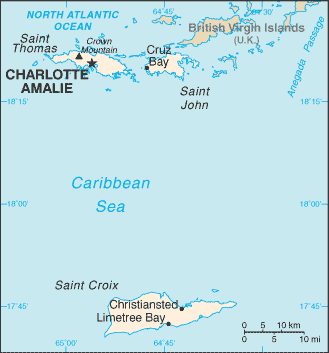
Map of U.S. Virgin Islands

سانت توماس (بالإنجليزية: Saint Thomas) (بالإسبانية: Santo Tomás)، (بالهولندية: Sint-Thomas)، (بالدنماركية: Sankt Thomas)، هي واحدة من جزر العذراء في البحر الكاريبي، تشكل مع سانت جون، ووتر إيلاند و سينت كروا، مقاطعة تأسيسية لجزر العذراء التابعة للولايات المتحدة، وهي منطقة غير موحدة للولايات المتحدة. شارلوت أمالي هي العاصمة الإقليمية وميناء وتقع على الجزيرة. وحسب تعداد مكتب تعداد الولايات المتحدة لعام 2010، كان عدد سكان سانت توماس 51634 نسمة يشكلون حوالي 48.5% من مجموع سكان جزر فيرجن الأمريكية. وتبلغ مساحة المنطقة 32 ميل مربع (83 كـم2).

## التاريخ
إنشاء وظيفة في سانت توماس في 1657من طرف شركة الهند الغربية الهولندية. وقد غزا الدنماركيون الجزيرة في عام 1666، وفي عام 1672 فرضوا سيطرتهم على الجزيرة بأكملها من خلال شركة الهند الغربية الدنماركية شركة الدنمركية لجزر الهند الغربية. تنقسم الأرض إلى مزارع ويصبح إنتاج قصب السكر هو النشاط الاقتصادي الرئيسي. يصبح اقتصاد سانت توماس يعتمد اعتمادا كبيرا على العمل عبودية و تجارة العبيد.
في عام 1685، سيطرت شركة براندبورغ الأفريقية على تجارة الرقيق إلى سانت توماس، واستأجرت الجزيرة للدنماركيين، وأصبحت الجزيرة لبعض الوقت أكبر سوق للعبيد في العالم. يستمر هذا الإيجار الألماني حتى عام 1693.
في عام 1691، تم تغيير اسم المدينة الرئيسية شارلوت أمالي تكريما لزوجة كريستيان الخامس ملك الدنمارك. بعد ذلك، أعلن فريدريك الخامس ملك الدنمارك أنه ميناء حر.
في ديسمبر 1732، الأولين من بين العديد من المبشرين الكنيسة المورافية من انتخابية ساكسونيا يصلون إلى الجزيرة، ويعيشون بين العبيد وسرعان ما يكتسبون ثقتهم ، وهم في أصل كنيسة مورافيا في جزر الأنتيل . انتقلت جماعة يهودية صغيرة إلى شارلوت أميلي وبنت أقدم كنيس لا يزال يستخدم في الجزر.
في حين أن التجارة السكر قد جلبت الازدهار لمواطنين أحرار الجزيرة في بداية القرن التاسع عشر والعشرين بدت  سانت توماس في الانخفاض. الصادرات مهددة بالأعاصير والجفاف وخاصة المنافسة الأمريكية. في عام 1848 ، ألغيت العبودية وأدى ارتفاع تكاليف الأجور إلى إضعاف موقف منتجي السكر في سانت توماس. ومع ذلك، نظرا لموانئها والتحصينات، و يحتفظ الأهمية الاستراتيجية، وفي عام 1860 قررت الحكومة الولايات المتحدة اقترحت لشراء الجزيرة وجيرانها في الدنمارك بمبلغ 7.5 مليون $ ولكن في الكونغرس يعارض هذا المشروع. تم شراء الجزيرة أخيرًا في عام 1917 من قبل الأمريكيين من الدنماركيين .

## معرض الصور

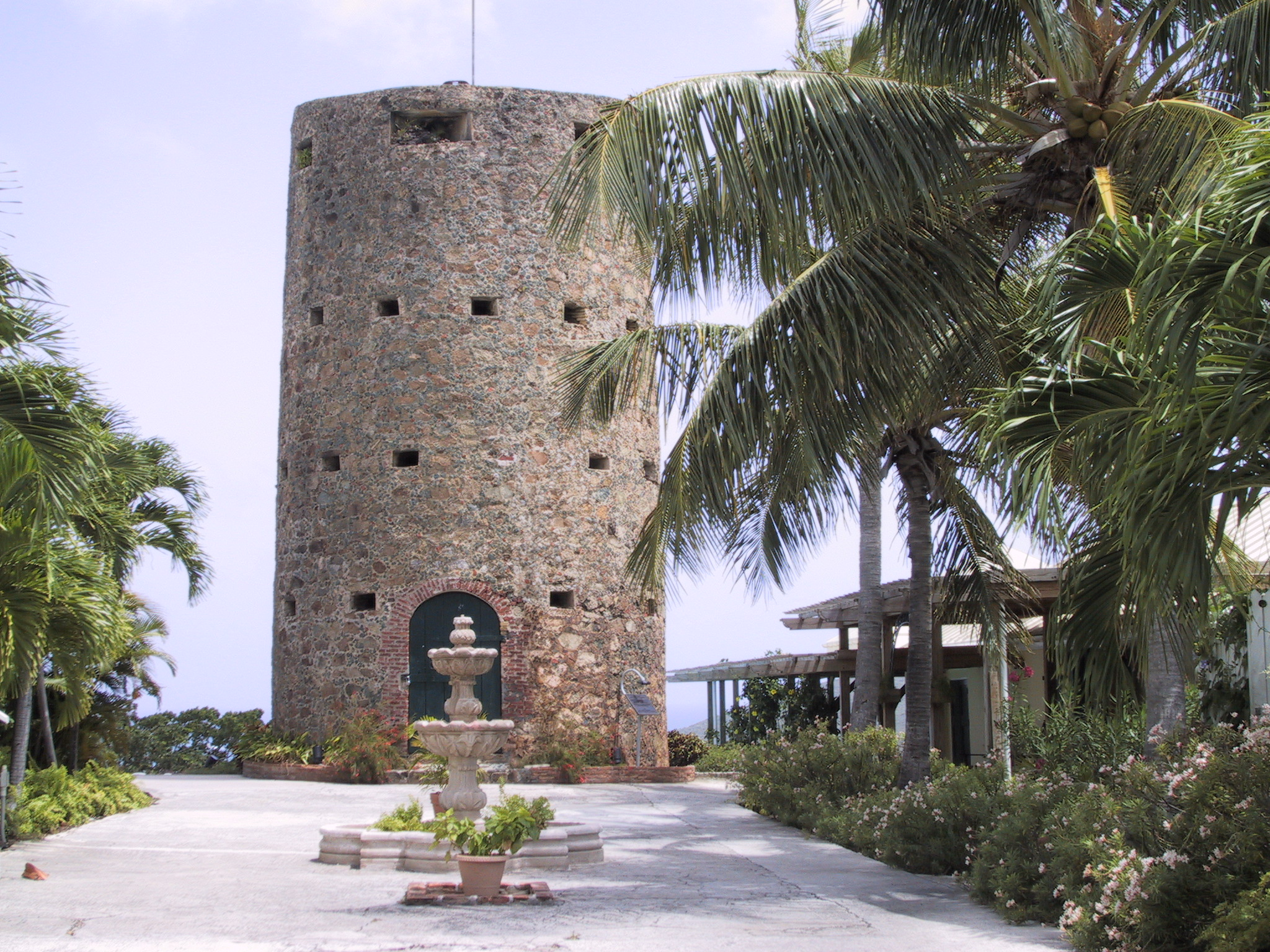
Blackbeard's Castle in Charlotte Amalie.
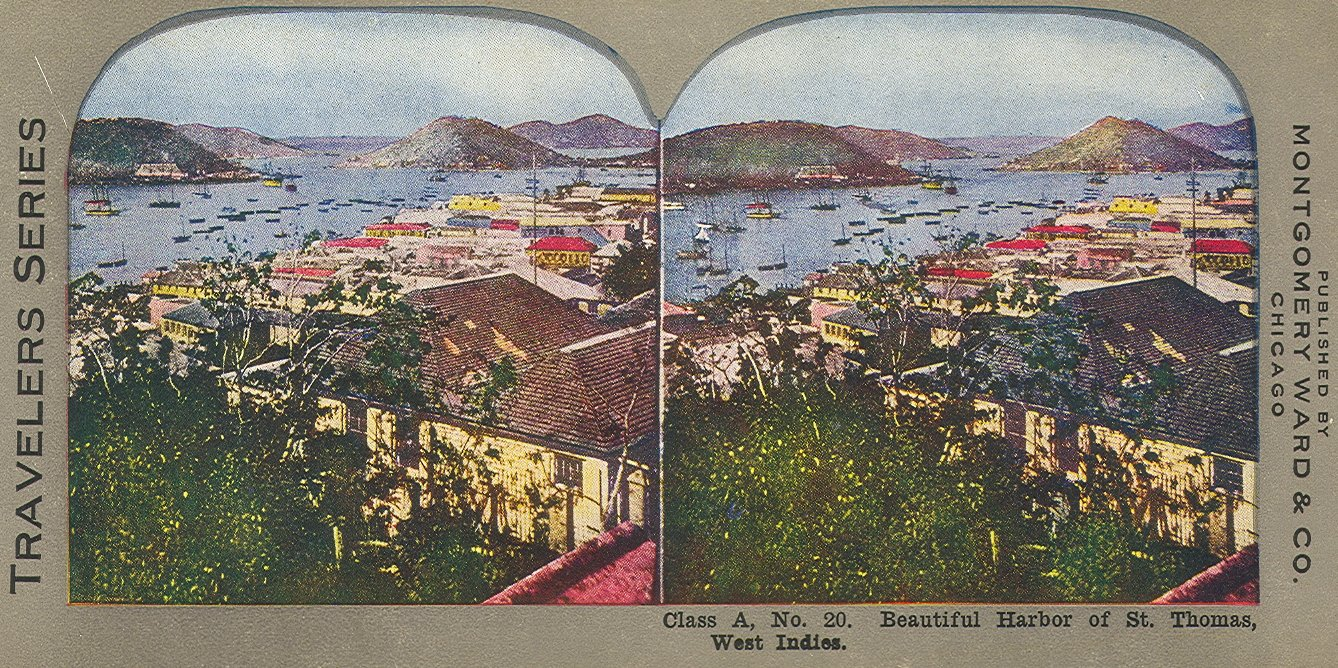
"Beautiful Harbor of St. Thomas, West Indies", تصوير ثلاثي الأبعاد view, c. 1900.
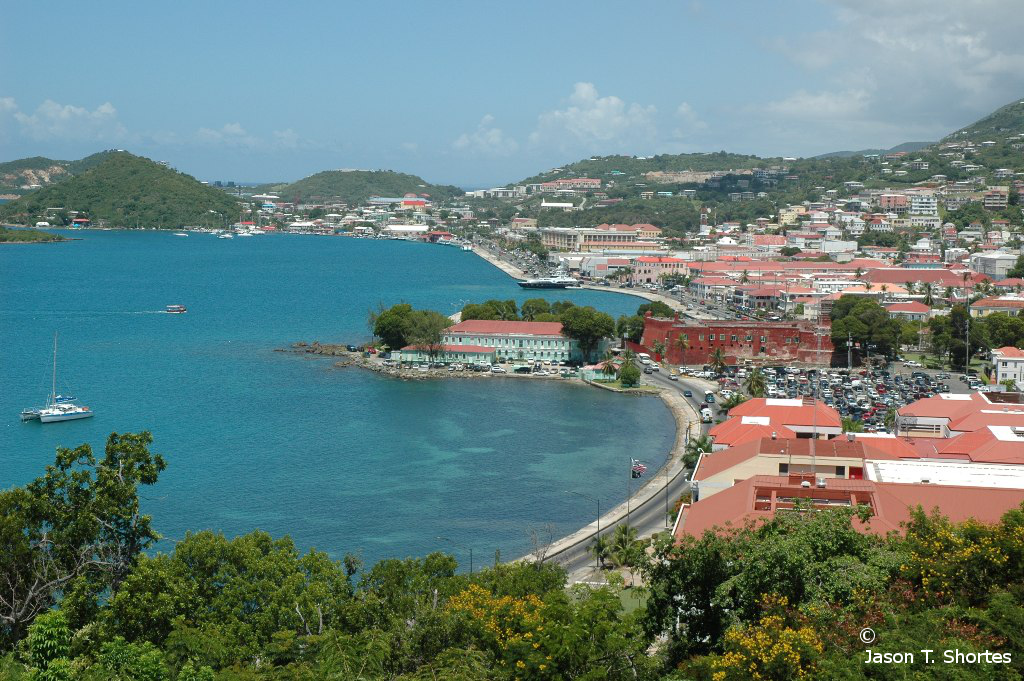
View From Bluebeard's Castle, St Thomas US Virgin Islands
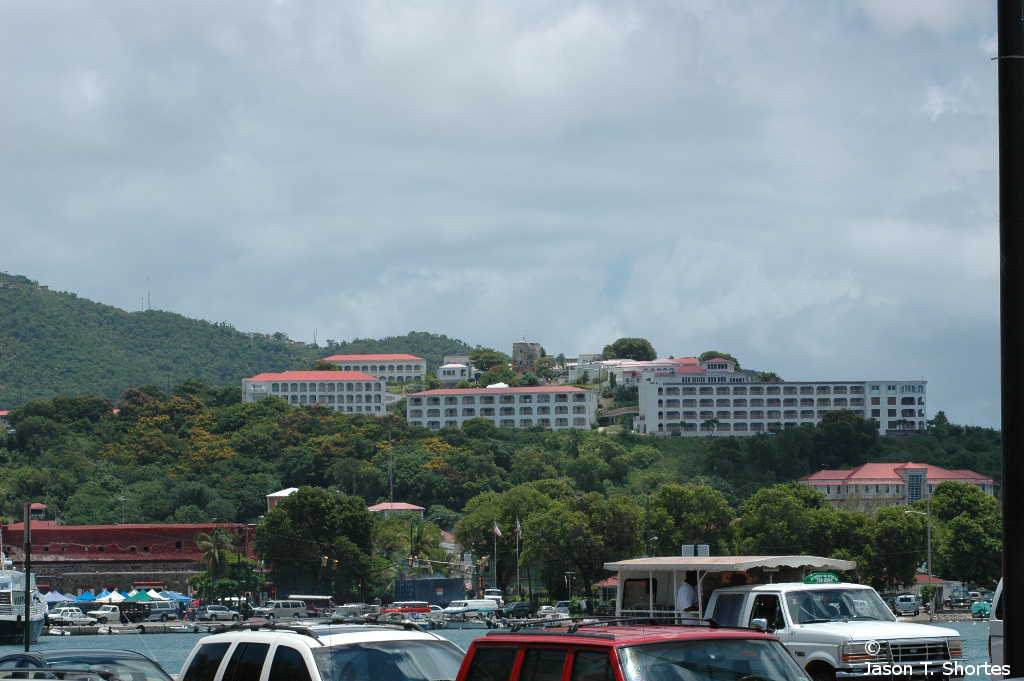
View of Bluebeard's Castle, from In Town
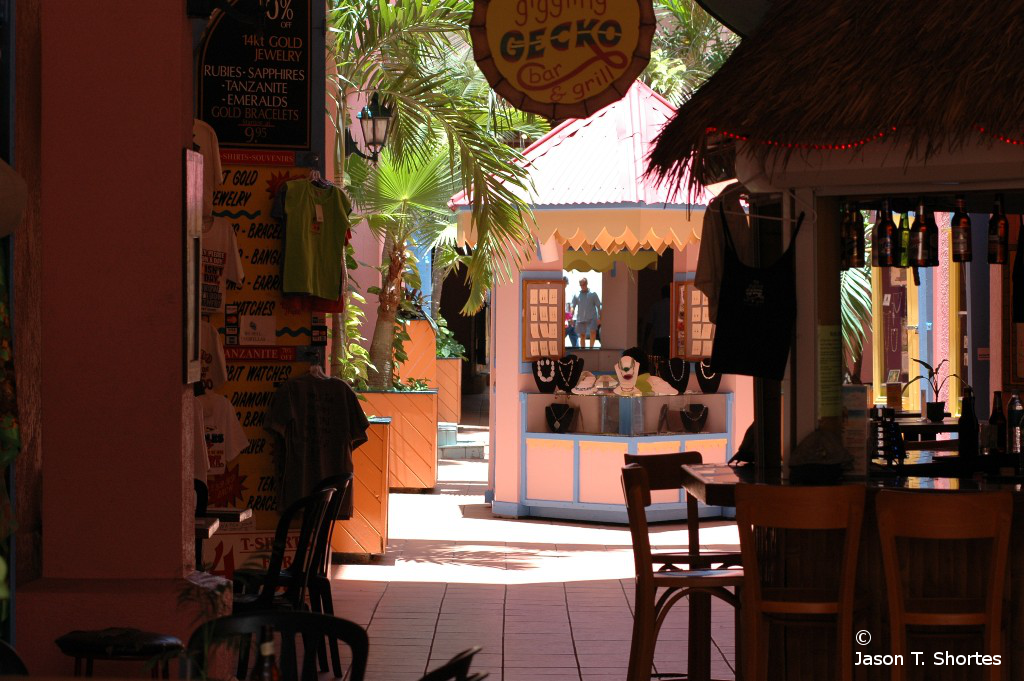
Saint Thomas Shopping Square
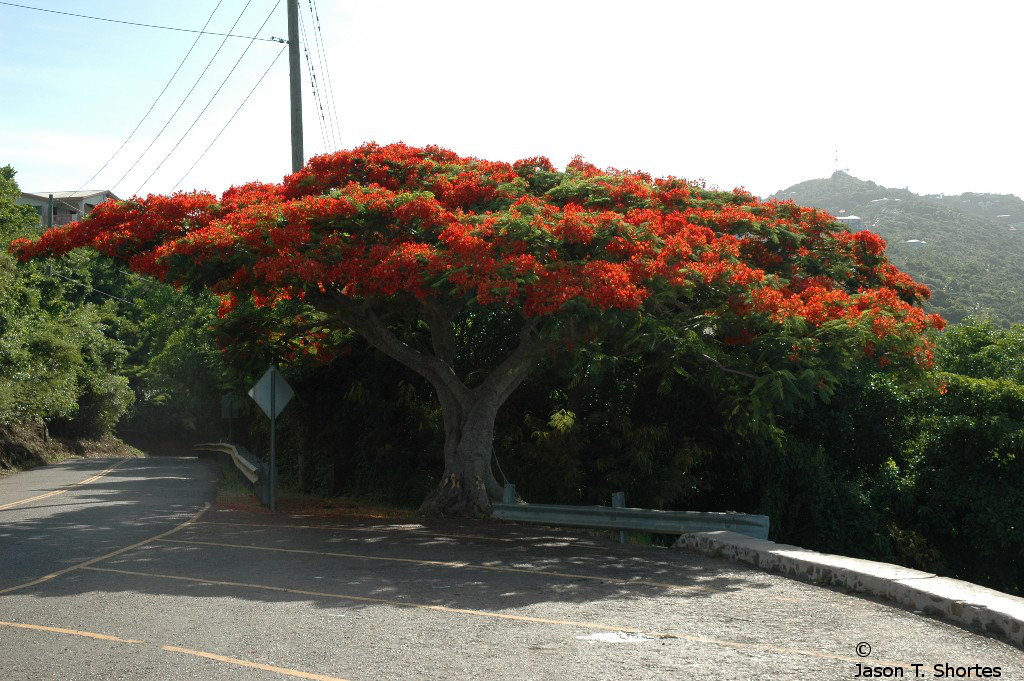
Beautiful Scenery
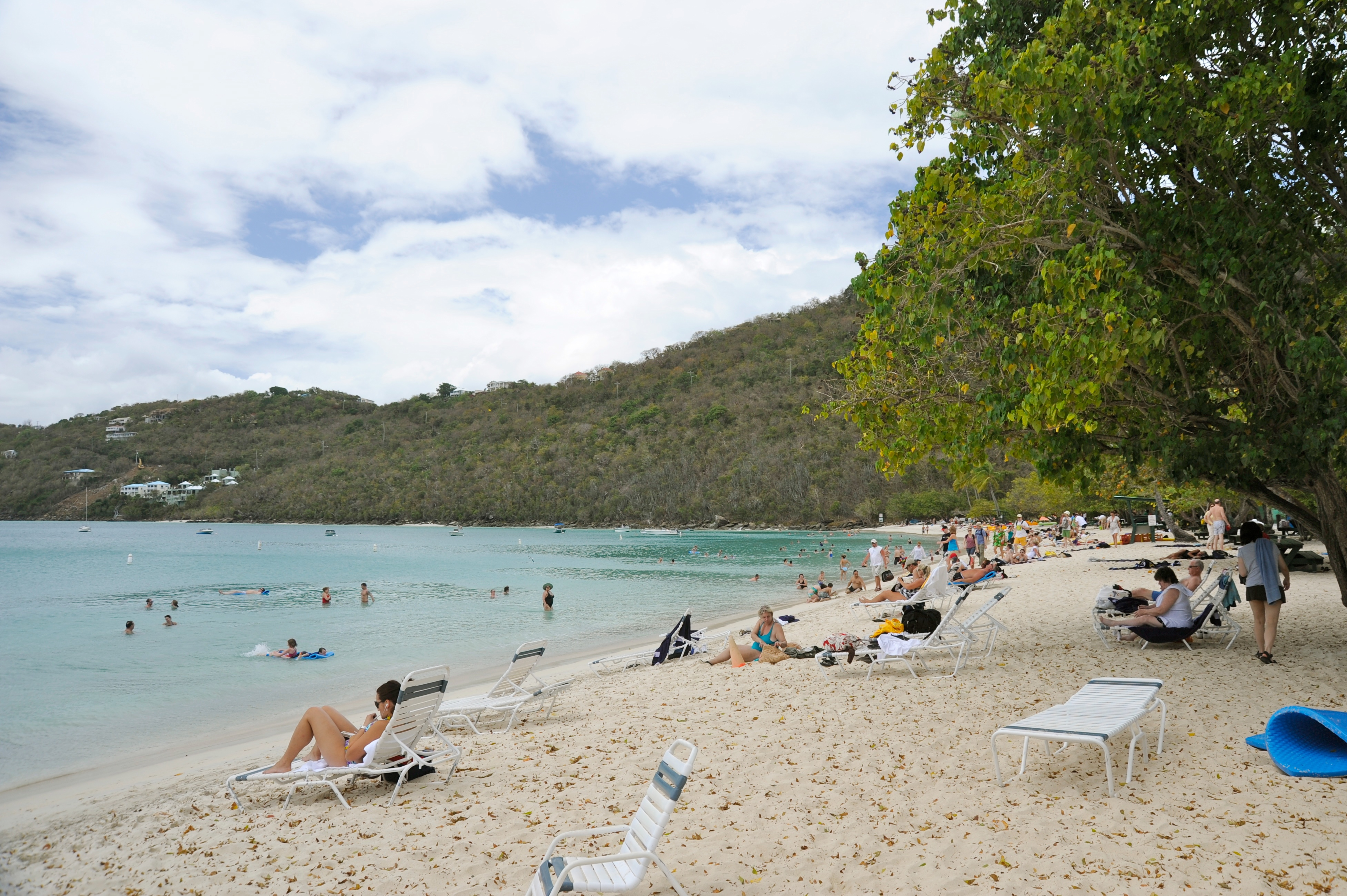
Magens Bay
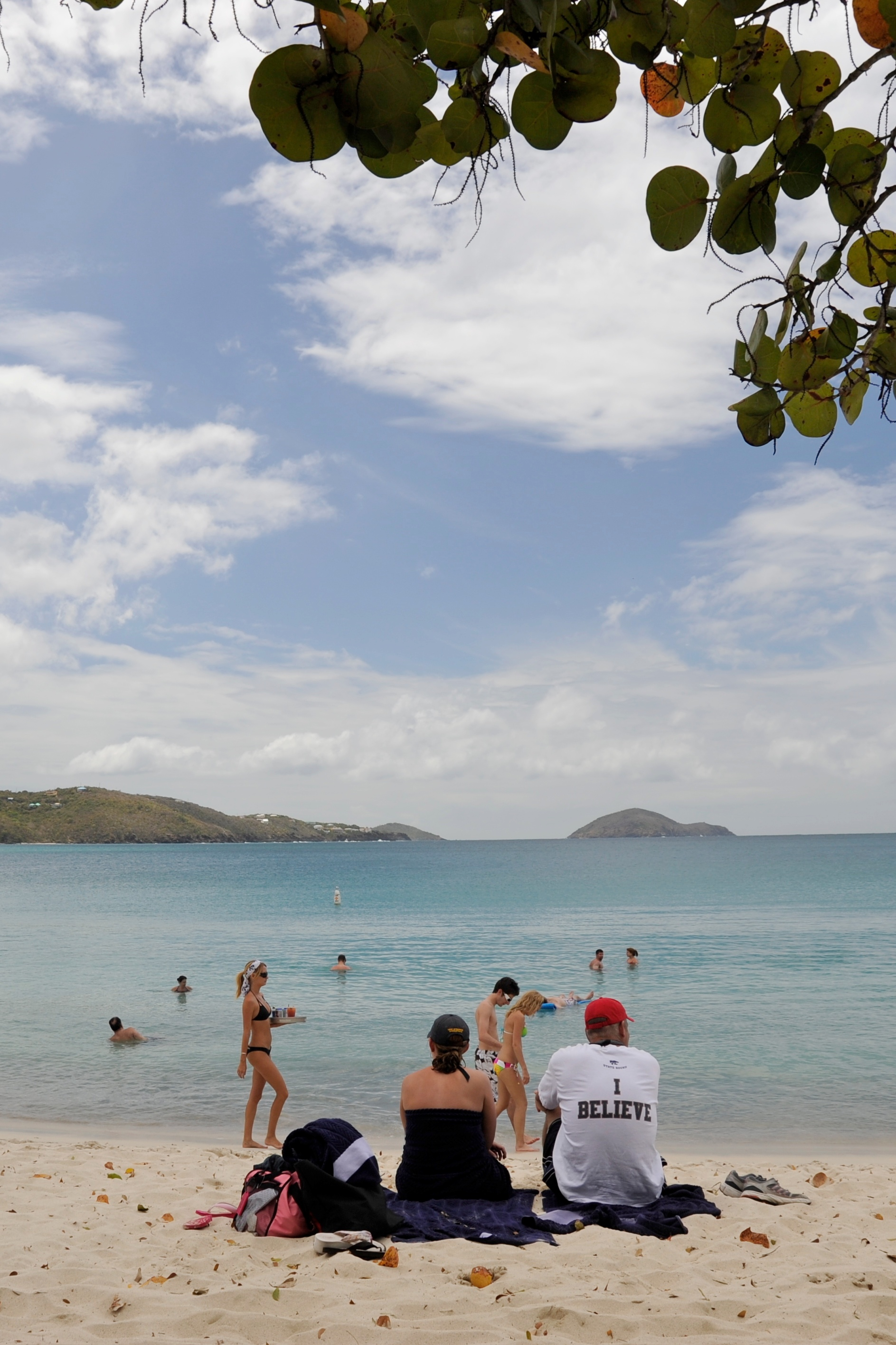
Magens Bay
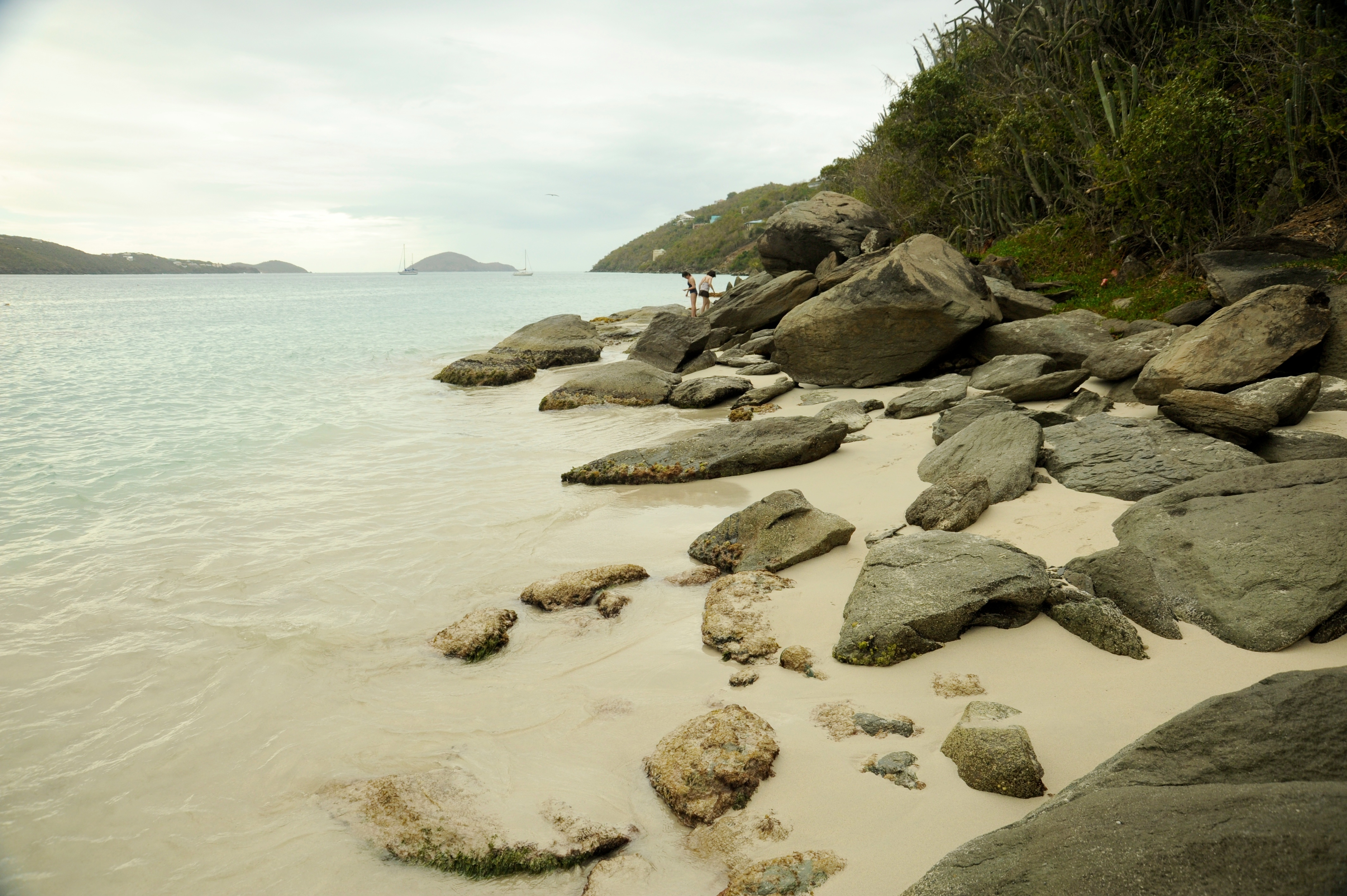
Magens Bay

## روابط خارجية
مواقع رسمية
- United States Virgin Islands – Official Website for the United States Virgin Islands Department of Tourism
- Districts of the United States Virgin Islands, United States Census Bureau نسخة محفوظة 24 نوفمبر 2011 على موقع واي باك مشين.

خريطة
- St. Thomas USVI Google Map – Satellite Map of St. Thomas, USVI

 جزر العذراء الأمريكية